# Ахмад ибн Абу Умара
Ахмад ибн Мурзук ибн Абу Умара (или Ахмад ибн Абу Умара, араб. أحمد بن مرزوق بن أبي عمارة‎, ум. 1284) — пятый правитель государства Хафсидов в Ифрикии в 1283—1284 годах, четвёртый халиф Хафсидов.

## Биография
Ахмад ибн Абу Умара («Обманщик») был самозванцем и искателем приключений из Беджаи, который перебрался в Триполи и, попав к бедуинам, объявил себя спасшимся сыном свергнутого халифа Яхьи II аль-Ватика (1277—1279). В союзе с бедуинами он вскоре занял Габес, Кайруан и Сфакс. После разгрома главной армии Хафисдов Ибн Абу Умара смог занять столицу Тунис и провозгласить себя халифом.
В последующие годы он добился ещё одной победы над Хафсидами во главе с Абу Фарисом, сыном свернутого халифа Ибрахима I, который был схвачен и казнен. Однако Хафсиды вновь собрали силы под знаменами Умара Абу Хафса (1284—1295). В итоге бедуины отступились от своего лидера, и в последующей войне Ибн Абу Умара был пленен и казнен.